# Sabal palmetto

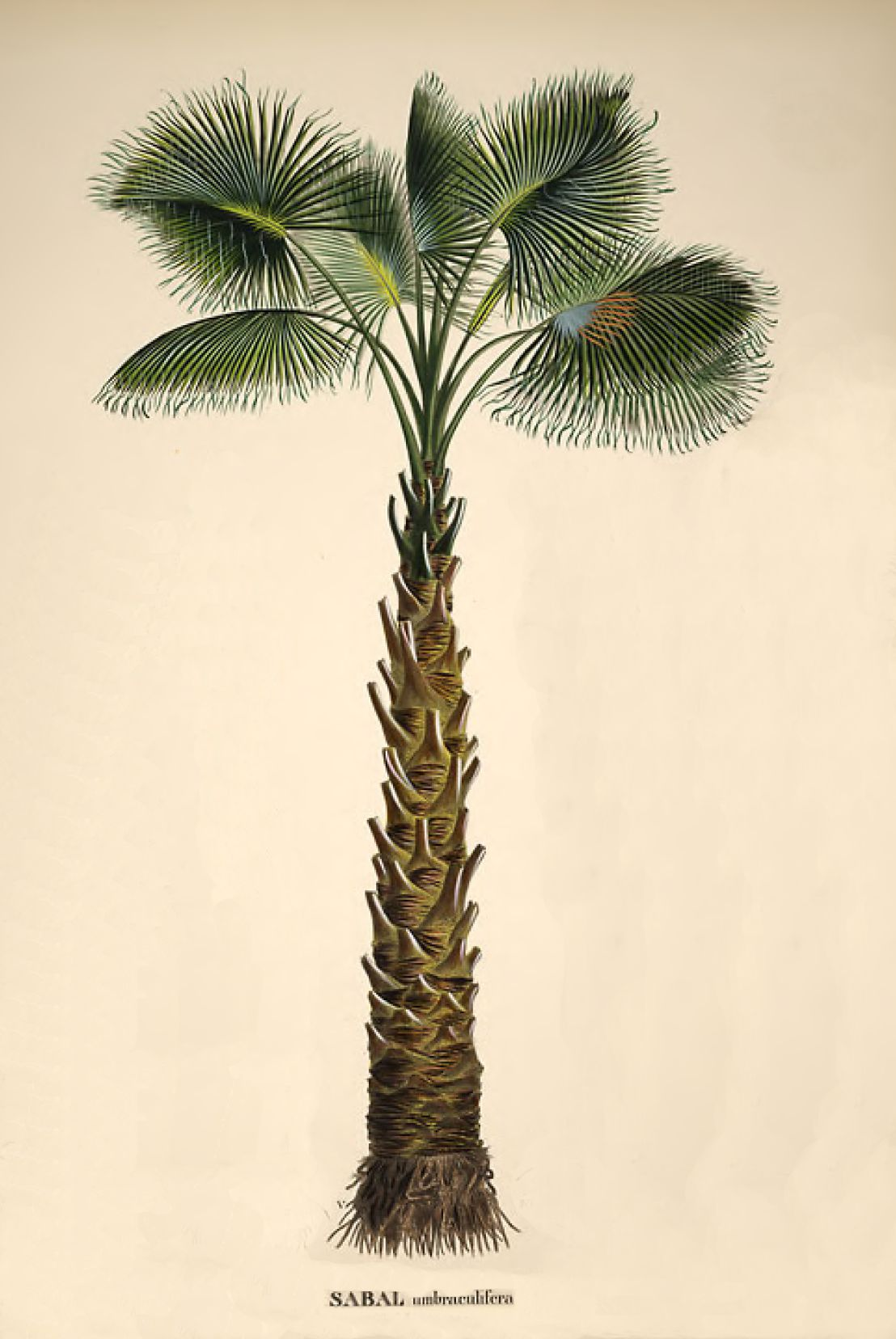
Sabal palmetto từ von Martius' "Historia naturalis palmarum"

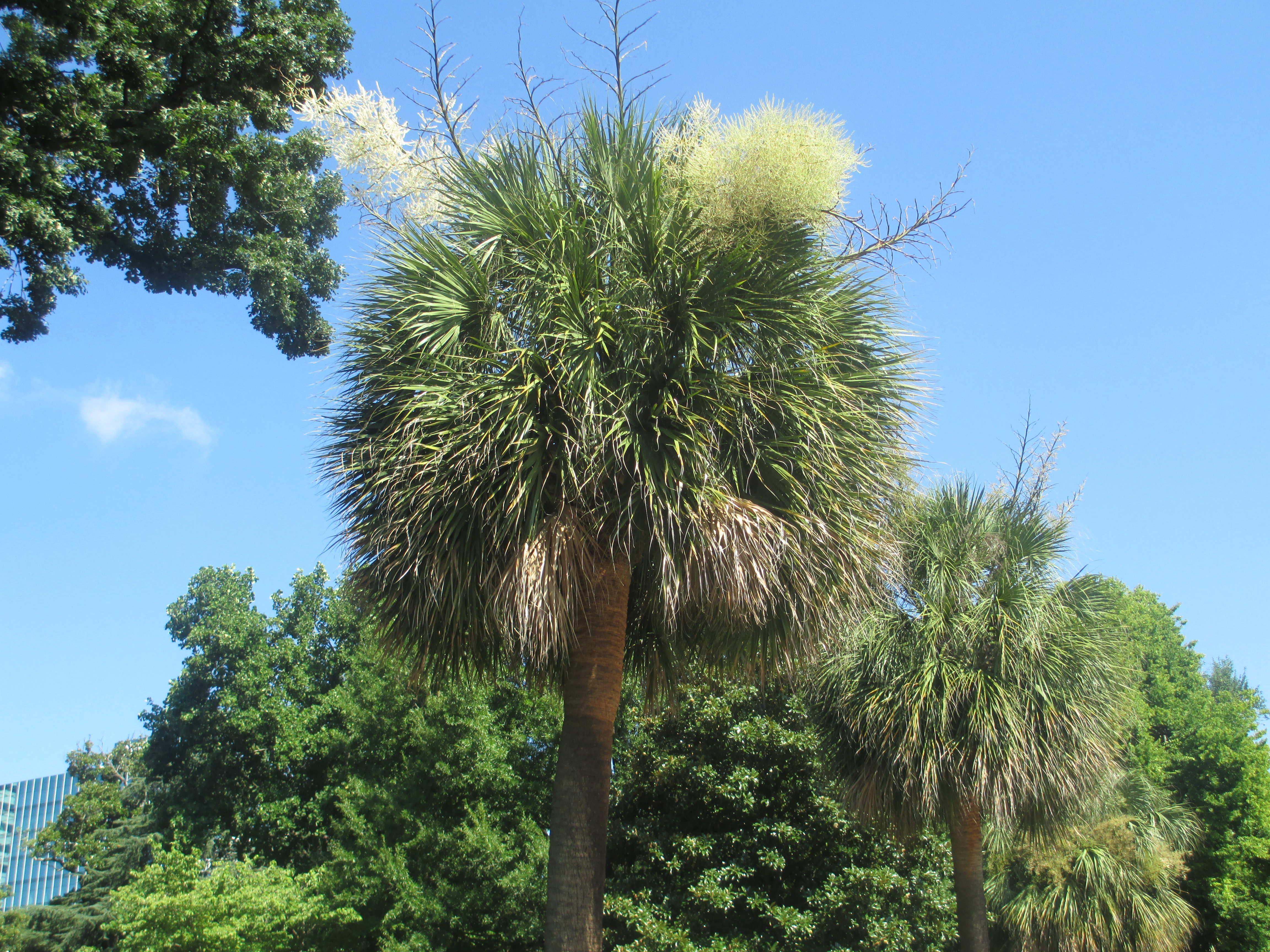
Cọ bắp cái mọc gần tòa nhà nghị viện bang South Carolina ở Columbia

Sabal palmetto (các tện tiếng Anh: cabbage palm, palmetto, cabbage palmetto, palmetto palm, blue palmetto, Carolina palmetto, common palmetto, swamp cabbage và sabal palm) là một trong 15 loài thuộc chi Sabal của họ Cau (Arecaceae). Nó là loài bản địa của duyên hải Vịnh Mexico cận nhiệt/nam bờ biển Đại Tây Dương của Mỹ, cũng như Cuba, quần đảo Turks và Caicos, và Bahamas. Đây là loài thực vật có hoa thuộc họ Arecaceae. Loài này được (Walter) Lodd. ex Schult. & Schult.f. miêu tả khoa học đầu tiên năm 1830 với tên Sabal palmetto. Trước đó, nó được miêu tả với tên Corypha palmetto vào năm 1788.
Tại Hoa Kỳ, phạm vi phân bố của Sabal palmetto là ở đồng bằng ven biển của các bang vùng Vịnh và các bang Đại Tây Dương từ Cape Fear, Nam Carolina về hướng nam tới Florida. Nó là loài cây biểu tượng của cả Nam Carolina và Florida.

## Hình ảnh

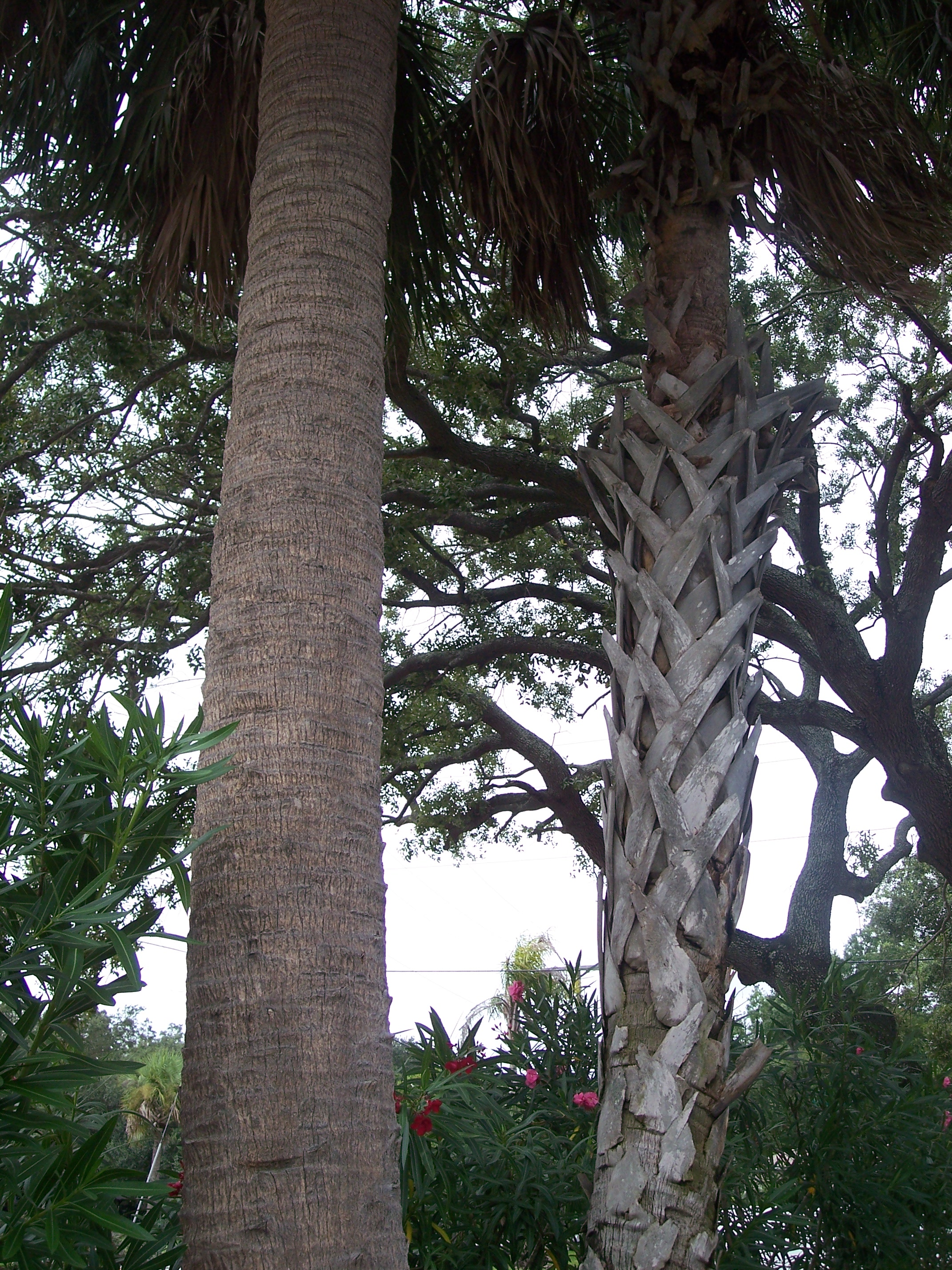
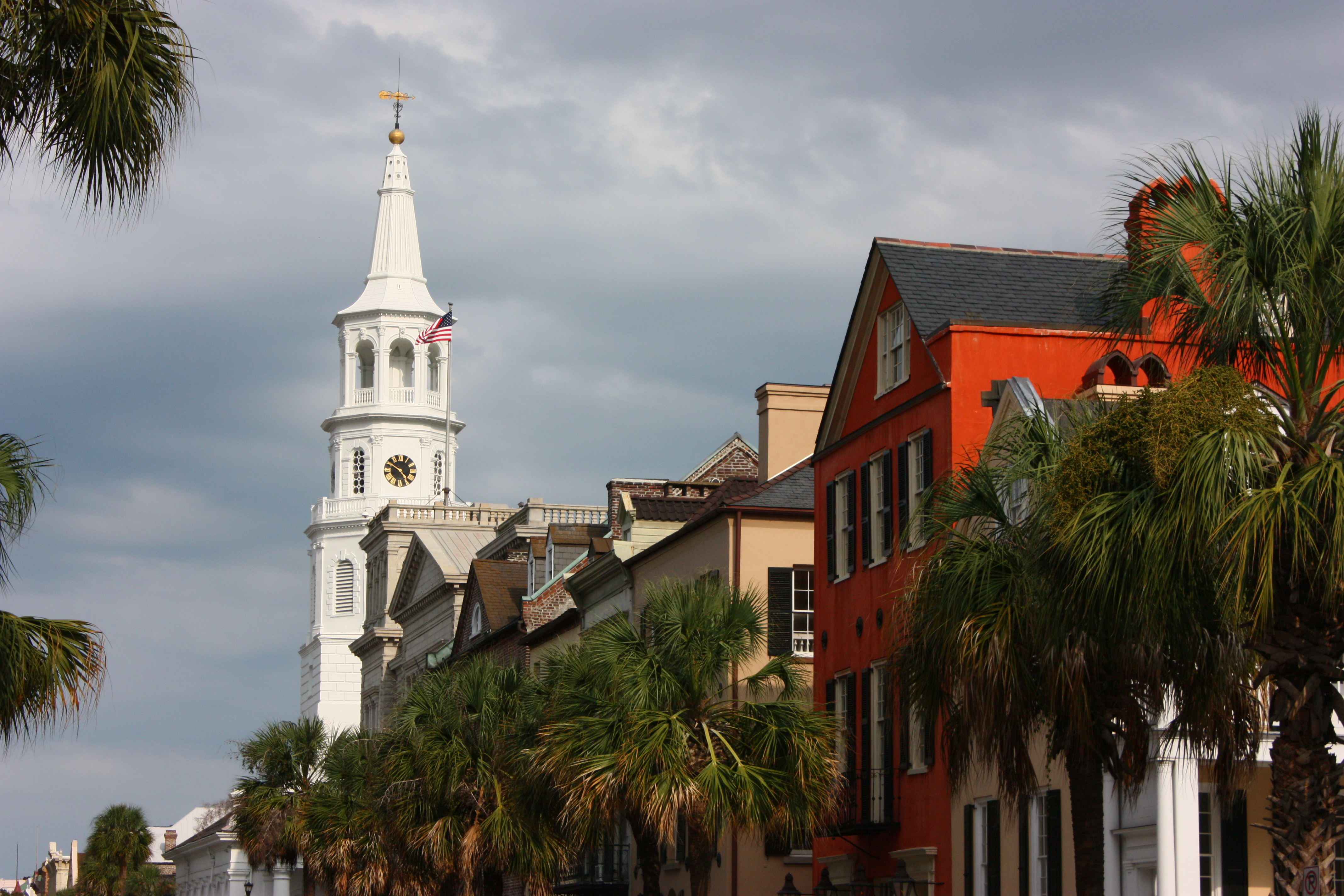
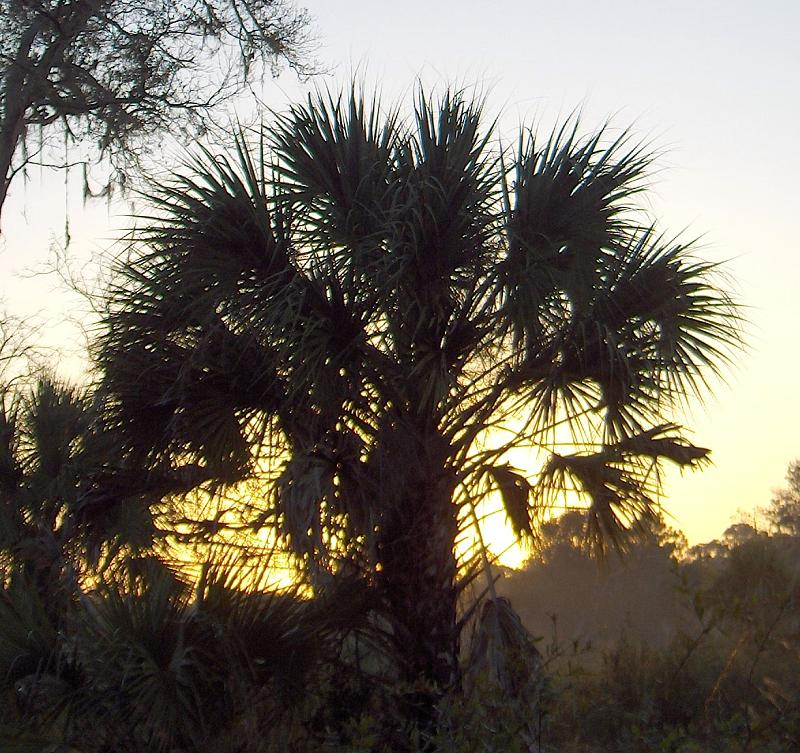
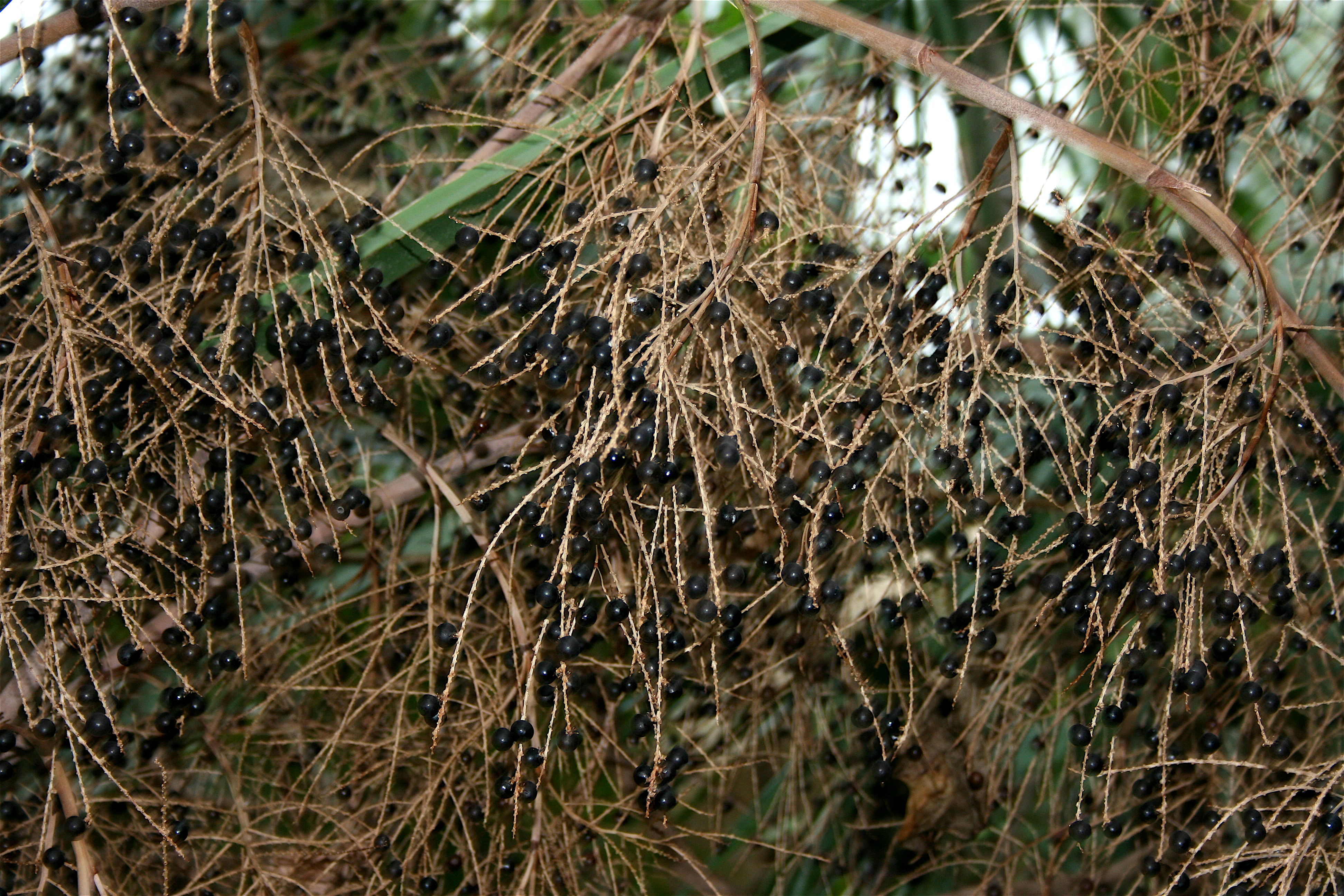